# Kap Bolschoi Baranow
Das Kap Bolschoi Baranow, russisch Мыс Большой Баранов (veraltet: Bolschoi Baranow Kamen; Большой Баранов Камень), ist eine felsige Landzunge östlich der Mündung des Flusses Kolyma, die von der Ostsibirischen See umspült wird. Sie befindet sich auf dem Gebiet des Bilibinski rajon des Autonomen Kreises der Tschuktschen.
Dmitri Jakowlewitsch Laptew gelangte 1740 bis dort:

„[Er] kam zur Mündung des Charaulach-Flusses, erreichte 1740 nach fünf Überwinterungen das Bolschoi-Baranow-Kap östlich der Kolymanmündung (sic!). Seine nächste Fahrt galt der Nordost-Passage, er scheiterte jedoch wie Barents an den Eismassen bei Nowaja Semlja.“

Zum ersten Mal wurde es 1763 von Friedrich Plenisner auf der Karte eingezeichnet. Auch Ferdinand von Wrangel hat es auf seiner vierjährigen Expedition in das nördliche Eismeer bereist.